# Pierre-Buffière
Pierre-Buffière è un comune francese di 1 154 abitanti situato nel dipartimento dell'Alta Vienne nella regione della Nuova Aquitania.

## Società

### Evoluzione demografica
Abitanti censiti